# トゥルーリー (ライオネル・リッチーのアルバム)
トゥルーリー（Truly: The Love Songs）は、1997年に発表されたライオネル・リッチーのベスト・アルバム。
ベスト・アルバムとしては2作目となり、コモドアーズ時代を含めても、ラヴ・ソングのみで構成されている。
「エンドレス・ラヴ」はダイアナ・ロスとのデュエット。

## 収録曲
- 特記なき楽曲はライオネル・リッチー作。
- ※印はコモドアーズ時代の曲。

1. マイ・デスティニー - "My Destiny" - 4:49
2. エンドレス・ラヴ - "Endless Love" - 4:26
3. 永遠の人に捧げる歌（※） - "Three Times a Lady" - 3:35
4. ドント・ウォナ・ルーズ・ユー - "Don't Wanna Lose You" (James Harris III & Lionel Richie) - 4:59
5. ハロー - "Hello" - 4:07
6. セイル・オン（※） - "Sail On" - 3:59
7. イージー（※） - "Easy" - 4:15
8. セイ・ユー・セイ・ミー - "Say You, Say Me" - 3:59
9. ドゥ・イット・トゥ・ミー - "Do It to Me" - 6:03
10. ペニー・ラヴァー - "Penny Lover" - 3:48
11. トゥルーリー - "Truly" - 3:19
12. スティル（※） - "Still" - 3:43
13. 愛に抱かれて - "Love Will Conquer All" (Lionel Richie, Cynthia Weil & Greg Philinganes) - 4:18
14. スウィート・ラヴ（※） - "Sweet Love" - 3:27
15. バレリーナ・ガール - "Ballerina Girl" - 3:36
16. スティル・イン・ラヴ - "Still in Love" - 4:32
17. オー・ノー（※） - "Oh No" - 3:01
18. よりそう二人（※） - "Just to be Close to You" - 3:20
19. スタック・オン・ユー - "Stuck on You" - 3:10